# 浜風 (磯風型駆逐艦)
|                  | |
| 艦歴             | |
| 計画             | 1915年度 |
| 起工             | 1916年4月1日 |
| 進水             | 1916年10月30日 |
| 就役             | 1917年3月28日 |
| 除籍             | 1935年4月1日 |
| 性能諸元（計画） | |
| 排水量           | 基準：公表値 1,105トン 常備：1,227トン |
| 全長             | 全長：326 ft 6 in (99.52 m) 水線長：317 ft 0 in (96.62 m) 垂線間長：310 ft 0 in (94.49 m)                                                   |
| 全幅             | 28 ft 0 in (8.53 m) または 8.52m |
| 吃水             | 9 ft 3+1⁄2 in (2.83 m) |
| 深さ             | 18 ft 5 in (5.61 m) |
| 推進             | 3軸 x 750rpm 直径6 ft 6 in (1.98 m)、ピッチ6 ft 0 in (1.83 m)(新造時)                                                                       |
| 機関             | 主機：パーソンズ式直結タービン(高圧低圧低圧、減速ギア連結巡航タービン2基)1組 出力：27,000馬力 ボイラー：ロ号艦本式缶 重油専焼3基、同混焼2基 |
| 速力             | 34.0ノット |
| 燃料             | 重油297トン、石炭147トン または 重油220トン、石炭220トン                                                                                    |
| 航続距離         | 2,800カイリ / 14ノット または 3,360カイリ / 14ノット                                                                                        |
| 乗員             | 竣工時定員 145名 |
| 兵装             | 40口径安式12cm単装砲 4門 三年式機砲 2挺 四四式18インチ(45cm)連装発射管 3基6門 魚雷12本                                                      |
| 搭載艇           | 4隻 |
| 備考             | ※トンは英トン |

浜風（濱風、はまかぜ）は、日本海軍の駆逐艦。日本海軍の正式な類別は一等駆逐艦天津風型3番艦。磯風型駆逐艦2番艦とされることもある。同名艦に陽炎型駆逐艦の「浜風」があるため、こちらは「浜風 (初代)」や「浜風I」などと表記される。

## 艦歴
1915年（大正4年）7月10日、濱風と命名。三菱長崎造船所において1916年（大正5年）4月1日起工、同年10月30日進水、1917年（大正6年）3月28日竣工。
1919年（大正8年）10月24日、大演習時に波浪により艦橋破壊事故を起こす。この事故で笹尾源之丞司令が負傷し、11月20日にこの時の傷が元で殉職する。
1928年（昭和3年）5月27日、現在の高知市桂浜近くの竜頭岬に建立された坂本龍馬の銅像除幕式において、桂浜沖合に停泊し礼砲を轟かせた。除幕式には浜風より陸戦隊も上陸し参列した。
1935年（昭和10年）4月1日、除籍。

## 艦長
※『日本海軍史』第9巻・第10巻の「将官履歴」及び『官報』に基づく。
艤装員長
- 竹内正 少佐：1916年9月12日 - 1917年1月20日
- （兼）竹内正 少佐：1917年1月20日 - 4月1日

駆逐艦長
- 竹内正 少佐：1917年1月20日 - 12月1日[19]
- 山内豊中 少佐：1917年12月1日 - 1918年9月10日
- 山崎圭二 少佐：1918年9月10日[20] - 12月1日[21]
- 加島次太郎 大尉：1918年12月1日[21] - 1919年4月1日[22]
- （心得）加島次太郎 少佐：1919年4月1日[22] -
- 山崎圭二 中佐：1919年12月1日[23] - 1920年10月2日[24]
- （兼）堀内宗平 中佐：1920年10月2日[24] - 12月1日[25]
- （心得）田尻敏郎 少佐：1920年12月1日 - 1922年7月20日
- （心得）斎藤直彦 少佐：1922年7月20日[26] - 1923年6月11日[27]
- （兼・心得）和田省三 少佐：1923年6月11日 - 6月30日
- （心得）大久保義雄 少佐：1923年6月30日[28] - 11月1日[29]
- （心得）浅井次郎 少佐：1923年12月1日[30] - 1924年12月1日[31]
- 中円尾義三 少佐：1924年12月1日 - 1925年9月21日
- （兼）石橋三郎 少佐：1925年9月21日[32] - 12月1日[33]
- 久我徳一 少佐：1925年12月1日[33] - 1926年12月1日[34]
- 栗田健男 少佐：1926年12月1日 - 1927年12月1日
- 坂野民部 少佐：1927年12月1日[35] - 1928年12月10日[36]
- 安富芳介 少佐：1928年12月10日[36] - 1930年11月20日[37]
- 秋山輝男 少佐：1930年11月20日 - 1931年1月8日
- 岡野慶三郎 少佐：1931年1月8日[38] - 1931年12月1日[39]
- （兼）金桝義夫 少佐：1931年12月1日 - 1932年1月11日
- 大山豊次郎 少佐：1932年1月11日[40] -